# Liste schwäbischer Adelsgeschlechter/C

## C
| Name                          | Stammsitz                      | Stand             | Anmerkungen zu Geschichte und Verbreitung | Mitgliedschaft in Adelsvereinigungen, Bündnissen oder Matrikeln | Links zu relevanten Bildergalerien | Wappen     |
| ----------------------------- | ------------------------------ | ----------------- | --- | --------------------------------------------------------------- | ---------------------------------- | ---------- |
| Calw, Grafen von, auch Kalb   | Calw                           | Grafen            | Im 12. Jahrhundert spalteten sich die Nebenlinien Calw-Löwenstein und Calw-Vaihingen ab; dadurch trat der Niedergang infolge Besitzzersplitterung ein. Die drei Linien starben dann schon im 13. Jahrhundert aus. |                                                                 |                                    |            |
| Grafen von Comburg-Rothenburg | Comburg                        | Grafen            | Stifter des Klosters Comburg |                                                                 |                                    |            |
| Croaria                       | ursprünglich Italien, Konstanz | nobili, Patrizier | im 17. Jh. erloschen; Hornstein (1501–1510) |                                                                 |                                    | Siebmacher |